# USS Portland (LPD-27)
El USS Portland (LPD-27) es el 11.º LPD (landing platform dock) de la clase San Antonio de la Armada de los Estados Unidos.

## Construcción

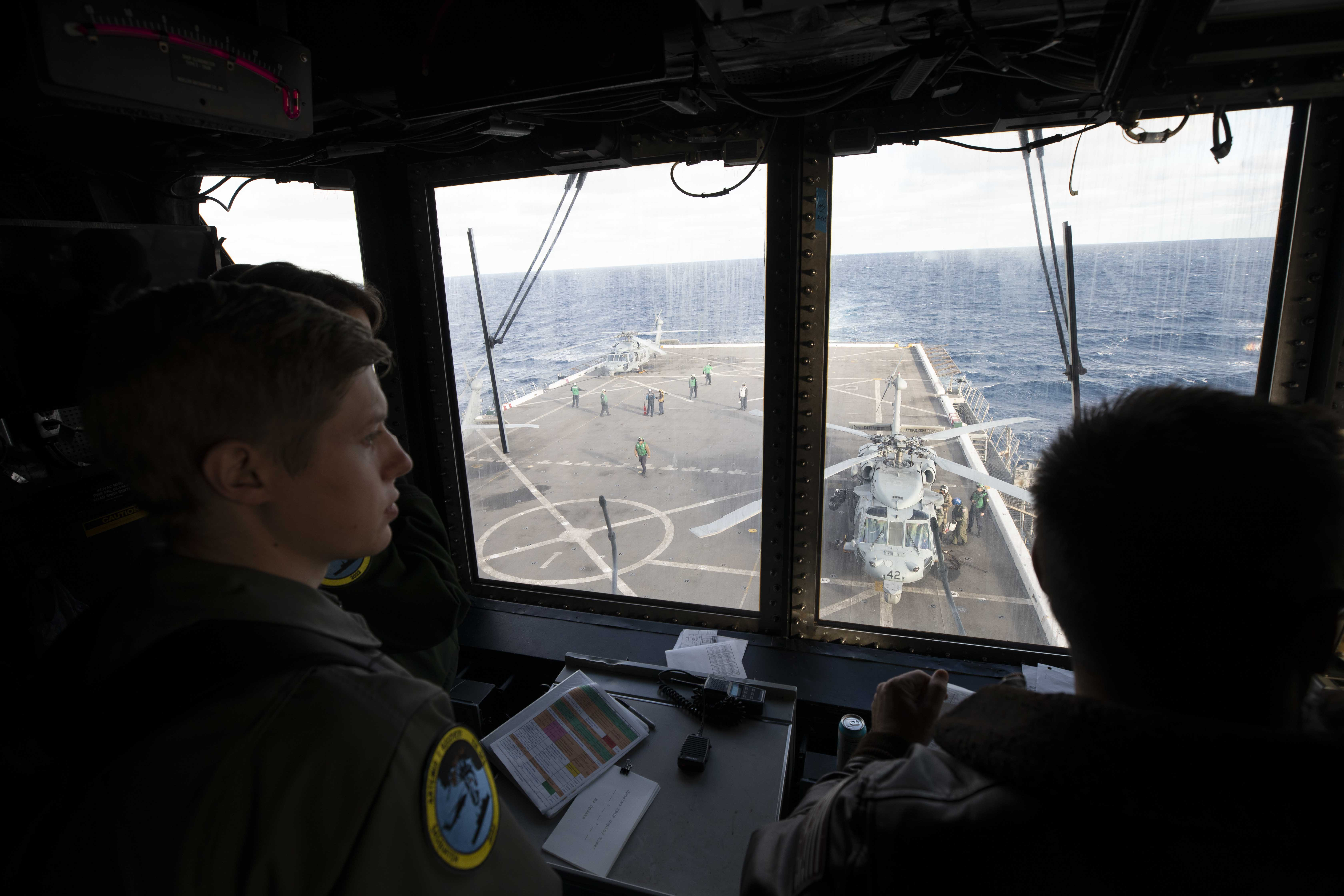
Puente de mando del USS Portland (LPD-27).

Fue construido por el Ingalls Shipbuilding de Pascagoula (Misisipi), siendo colocada la quilla en 2013. Fue botado el casco en 2016 y fue asignado en diciembre de 2017. Su nombre USS Portland honra a la ciudad de Portland (Oregón).